# Горст Шюнеманн
Горст Шюнеманн (нім. Horst Schünemann; 2 січня 1914, Кіль — 13 вересня 1996, Шлезвіг) — німецький офіцер-підводник, капітан-лейтенант крігсмаріне.

## Біографія
8 квітня 1934 року вступив на флот. З 20 листопада 1941 по 13 квітня 1942 року — командир підводного човна U-62, з 7 травня по 4 грудня 1942 року — U-621, на якому здійснив 1 похід (29 вересня — 5 листопада). 23 жовтня потопив британський торговий пароплав Empire Turnstone водотоннажністю 6113 тонн, навантажений баластом; всі 46 членів екіпажу загинули. В кінці війни був взятий у полон. 11 квітня 1946 року звільнений. Працював у банківській сфері.

## Звання
- Кандидат в офіцери (8 квітня 1934)
- Фенріх-цур-зее (1 липня 1935)
- Оберфенріх-цур-зее (1 січня 1937)
- Лейтенант-цур-зее (1 квітня 1937)
- Оберлейтенант-цур-зее (1 квітня 1939)
- Капітан-лейтенант (1 квітня 1942)

## Нагороди
- Медаль «За вислугу років у Вермахті» 4-го класу (4 роки)
- Залізний хрест 2-го класу
- Нагрудний знак підводника